# Diese Welt
Diese Welt (Tradução para o português: "Este mundo") foi a canção alemã do Festival Eurovisão da Canção 1971, interpretada em alemão por Katja Ebstein.
A canção foi a quinta à ser apresentada na noite do Festival (depois de Peter, Sue & Marc da Suíça com "Les illusions de nos vingt ans" e antes de Karina da Espanha com "En un mundo nuevo". No final da votação obteve 100 pontos, ficando em 3º lugar de 18 posições.
A canção fala sobre a maravilha do mundo, com Ebstein cantando que "é um presente que a vida nos deu".
A canção que a seguiu como representante alemã no festival de 72 foi "Nur die Liebe läßt uns leben", interpretada por Mary Roos.